# Bangor (Wisconsin)
Bangor ist eine Gemeinde (mit dem Status „Village“) im La Crosse County im US-amerikanischen Bundesstaat Wisconsin. Das U.S. Census Bureau ermittelte bei der Volkszählung 2020 eine Einwohnerzahl von 1437.
Bangor ist Bestandteil der bundesstaatenübergreifenden Metropolregion La Crosse Metropolitan Area.

## Geografie
Bangor liegt am südlichen Ufer des La Crosse River, der rund 30 km westlich in den die Grenze zu Minnesota bildenden Mississippi mündet. Der am Mississippi gelegene Schnittpunkt der drei Bundesstaaten Wisconsin, Minnesota und Iowa befindet sich 62 km südsüdwestlich.
Bangor liegt in der Driftless Area genannten eiszeitlich geformten Region, die sich über das südöstliche Minnesota, das südwestliche Wisconsin, das nordöstliche Iowa und das äußerste nordwestliche Illinois erstreckt. Bei der letzten Eiszeit, der so genannten Wisconsin Glaciation, blieb die Region eisfrei, sodass sich die Flusstäler auch während dieser Zeit tiefer in das Plateau einschneiden konnten.
Die geografischen Koordinaten von Bangor sind 43°50′57″ nördlicher Breite und 90°58′40″ westlicher Länge. Das Stadtgebiet erstreckt sich über eine Fläche von 3,19 km². Bangor ist im Osten, Süden und Westen von der Town of Bangor sowie im Norden von der Town of Burns umgeben, ohne einer dieser Towns anzugehören.
Nachbarorte von Bangor sind Burns (7,3 km nördlich), Rockland (6,2 km ostnordöstlich), Coon Valley (28,5 km südlich) La Crosse (29,2 km südwestlich), West Salem (8,1 km westlich) und Onalaska (23,4 km in der gleichen Richtung).
Die nächstgelegenen größeren Städte sind Green Bay am Michigansee (298 km ostnordöstlich), Wisconsins größte Stadt Milwaukee (308 km ostsüdöstlich), Wisconsins Hauptstadt Madison (206 km südöstlich), Rockford in Illinois (312 km in der gleichen Richtung), die Quad Cities in Illinois und Iowa (307 km südlich), Cedar Rapids in Iowa (282 km südsüdwestlich), Rochester in Minnesota (139 km westlich) und die Twin Cities in Minnesota (262 km nordwestlich).

## Verkehr
Die Interstate 90 verläuft in West-Ost-Richtung entlang der südlichen Stadtgrenze. Der Wisconsin State Highway 162 kreuzt die I 90 und führt als Hauptstraße durch Bangor, bevor er über eine Brücke über den La Crosse River den Ort nach Norden verlässt. Alle weiteren Straßen sind untergeordnete Landstraßen, teils unbefestigte Fahrwege sowie innerörtliche Verbindungsstraßen.
Entlang des La Crosse River verläuft für den Frachtverkehr eine Eisenbahnlinie der Canadian Pacific Railway.
Durch Bangor verläuft der La Crosse River State Trail, ein auf der Trasse einer ehemaligen Eisenbahnstrecke verlaufender Rail Trail für Wanderer und Radfahrer. Im Winter kann der Wanderweg auch mit Schneemobilen befahren werden.
Der nächste Flughafen ist La Crosse Regional Airport, der 26,5 km westlich liegt.

## Bevölkerung
Nach der Volkszählung im Jahr 2010 lebten in Bangor 1459 Menschen in 571 Haushalten. Die Bevölkerungsdichte betrug 457,4 Einwohner pro Quadratkilometer. In den 571 Haushalten lebten statistisch je 2,56 Personen.
Ethnisch betrachtet setzte sich die Bevölkerung zusammen aus 97,7 Prozent Weißen, 0,5 Prozent Afroamerikanern, 0,6 Prozent amerikanischen Ureinwohnern sowie 0,2 Prozent Asiaten; 1,0 Prozent stammten von zwei oder mehr Ethnien ab. Unabhängig von der ethnischen Zugehörigkeit waren 1,6 Prozent der Bevölkerung spanischer oder lateinamerikanischer Abstammung.
29,5 Prozent der Bevölkerung waren unter 18 Jahre alt, 56,9 Prozent waren zwischen 18 und 64 und 13,6 Prozent waren 65 Jahre oder älter. 49,6 Prozent der Bevölkerung war weiblich.
Das mittlere jährliche Einkommen eines Haushalts lag bei 43.333 USD. Das Pro-Kopf-Einkommen betrug 22.578 USD. 14,9 Prozent der Einwohner lebten unterhalb der Armutsgrenze.